# Vuelo 3303 de CAAC
El vuelo 3303 de CAAC era un vuelo de pasajeros nacional chino programado desde el antiguo aeropuerto Internacional de Cantón-Baiyun al aeropuerto de Guilin Qifengling. Fue realizado por un avión modelo Hawker Siddeley Trident, registro B-266, que se estrelló contra una montaña el 26 de abril de 1982, matando a las 112 personas a bordo.

## Pasajeros y tripulación
Había 104 pasajeros y 8 miembros de la tripulación a bordo del Trident. El capitán, Chen Huaiyao, era un piloto experimentado del Trident de la Fuerza Aérea de China que se había unido a la Administración General de Aviación Civil de Guangzhou de China en 1982. Era su primer vuelo a Guilin. El copiloto Chen Zaiwen, de 31 años, había servido en el Ejército Chino y la Fuerza Aérea de China.

## Accidente
A las 16:45, cuando el vuelo 3303 se acercaba al aeropuerto bajo una intensa lluvia, la tripulación quería una aproximación de norte a sur. El aeropuerto no tenía radar; el controlador de tráfico aéreo procedió a calcular mal la distancia entre la aeronave y el aeropuerto y ordenó que el vuelo descendiera prematuramente. El avión voló contra una montaña cerca de la ciudad de Yangshuo y se rompió con el impacto. El accidente mató a las 112 personas a bordo.
Entre los muertos se encontraba el entomólogo estadounidense Judson Linsley Gressitt y su esposa.
La razón probable del accidente fue una mala gestión de los recursos de la tripulación, así como una comunicación inadecuada y errónea del control de tráfico aéreo. El capitán no tenía experiencia en volar la ruta Guilin, y el área se caracteriza por acantilados de piedra caliza que hacen que el aterrizaje sea peligroso.